# Balrampur (huyện)
Huyện Balrampur là một huyện thuộc bang Uttar Pradesh, Ấn Độ. Thủ phủ huyện Balrampur đóng ở Balrampur. Huyện Balrampur có diện tích 2925 ki lô mét vuông. Đến thời điểm năm 2001, huyện Balrampur có dân số 1684567 người.